# Love Drought
Love Drought è un brano musicale della cantante statunitense Beyoncé, settima traccia del suo sesto album in studio Lemonade, che è stato pubblicato il 23 aprile 2016 dalla Parkwood Entertainment e Columbia Records.

## Descrizione
Love Drought è stato scritto da Ingrid Burley, Mike Dean e dalla stessa Beyoncé, mentre la produzione è stata gestita da questi ultimi due. Durante un'intervista nel mese di giugno 2016, Burley ha rivelato che la canzone non è stata ispirata dall'infedeltà del suo marito Jay-Z, anche se tali speculazioni circolarono nei media. Ha rivelato che Beyoncé stessa, era anche a conoscenza che il testo del brano si riferiva alla Parkwood Entertainment. Descrivendolo come una «metafora musicale», ha ricordato che la canzone è stata concepita dopo che due rappresentanti dell'etichetta le avevano mentito che Beyoncé non stava considerando il fatto di lavorare per dei nuovi progetti musicali. A seguito di un campo di scrittura di Los Angeles, ha assistito che la cantante ha scritto le note del nuovo materiale e ha spiegato che lei ha scritto il testo:

## Video musicale
Il video musicale della canzone fa parte di un film di un'ora con lo stesso titolo come il suo album d'origine, inizialmente andato in onda su HBO. Il video si apre con la parola «riformazione» scritta sullo schermo. Nel video la cantante cammina con un gruppo di donne nere lungo una spiaggia in bianco. Tenendosi le mani, e alzandole.

## Classifiche
| Classifica (2016)         | Posizione massima |
| ------------------------- | ----------------- |
| Canada                    | 74                |
| Francia                   | 152               |
| Regno Unito               | 69                |
| Regno Unito (R&B)         | 26                |
| Scozia                    | 91                |
| Stati Uniti               | 47                |
| Stati Uniti (R&B/Hip-Hop) | 28                |